# Sajzy
Sajzy (niem. Zeysen) – wieś w Polsce położona w województwie warmińsko-mazurskim, w powiecie ełckim, w gminie Ełk.
Miejscowość letniskowa położona nad jeziorem Łaśmiady.
W latach 1975–1998 miejscowość administracyjnie należała do województwa suwalskiego.
W Sajzach, w budynku dawnej szkoły podstawowej, znajdowała się Stacja Terenowa Uniwersytetu Warszawskiego. W stacji prowadzono badania naukowe z zakresu ekologii oraz zajęcia terenowe dla studentów.